# Shannonomyia (Shannonomyia) dampfi
Shannonomyia (Shannonomyia) dampfi is een tweevleugelige uit de familie steltmuggen (Limoniidae). De soort komt voor in het Neotropisch gebied.